# 카네기 박물관

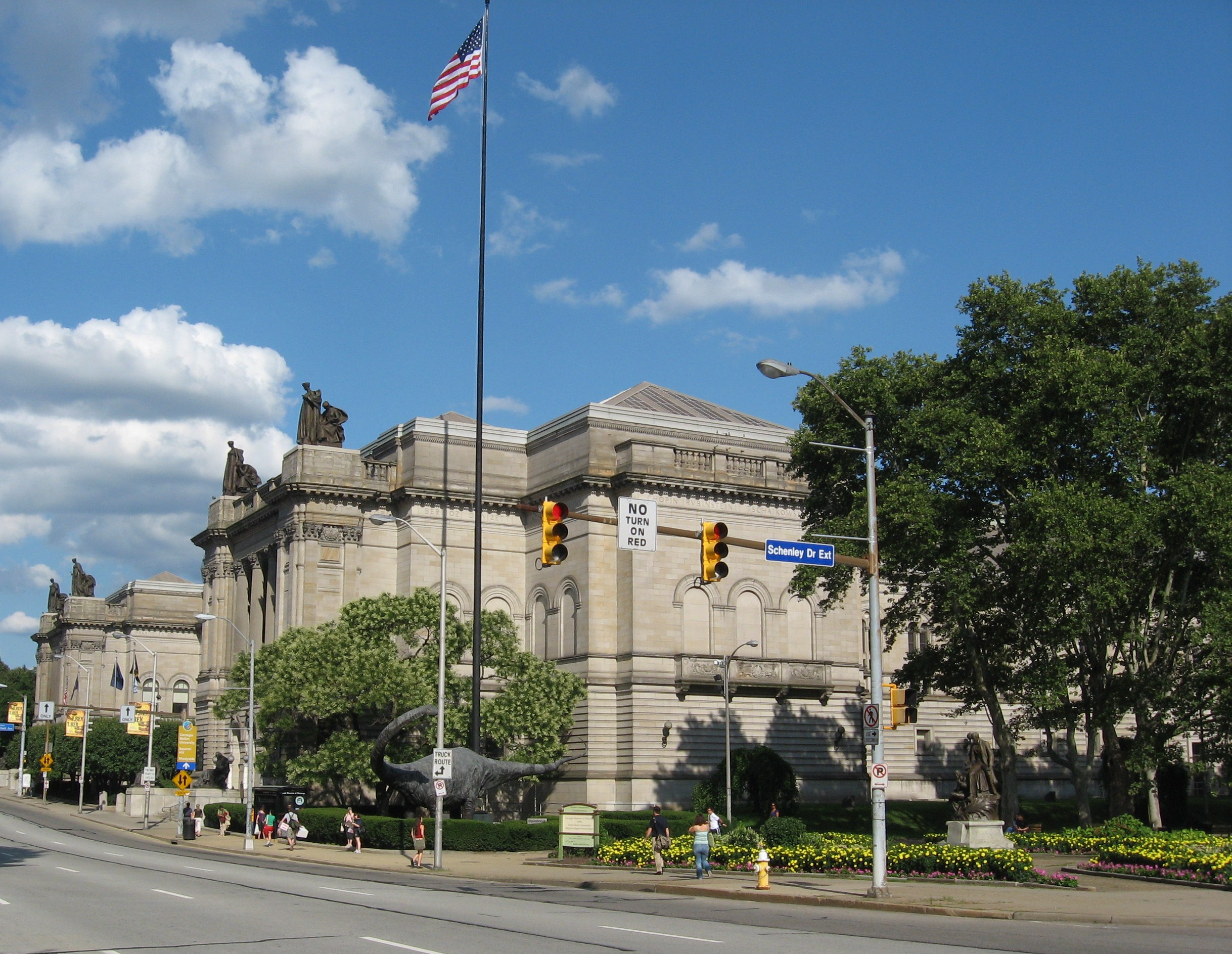

카네기 박물관(영어: Carnegie Museums of Pittsburgh 카네기 뮤지엄 오브 피츠버그[*])은 미국 펜실베이니아주 피츠버그 오클랜드에 본부를 둔 카네기 연구소에 의해 운영되는 4개의 박물관 군의 총칭이다. 카네기 자연사 박물관 및 카네기 미술관은 오클랜드 중심부에 있다. 나머지 앤디 워홀 미술관과 카네기 과학 센터는 피츠버그 북쪽 지역의 조금 떨어진 곳에 있다.
1979년 3월 30일 카네기 연구소 복합 단지 일대가 미국 국립사적지로 등록되었다.